# Championnats de Granby
El torneig de Granby, conegut oficialment com a Championnats de Granby, és una competició tennística professional que es disputa sobre pista dura al Club de tennis des Loisirs de Granby, Canadà. Pertany a la categoria de WTA 250 del circuit WTA femení.

## Palmarès

### Individual femení
| Any         | Campiona                                          | Finalista                                         | Resultat                                          |
| ----------- | ------------------------------------------------- | ------------------------------------------------- | ------------------------------------------------- |
| WTA 250     |                                                   |                                                   |                                                   |
| 2022        | Dària Kassàtkina                                  | Daria Saville                                     | 6−4, 6−4                                          |
| 2021        | Torneig suspès a causa de la pandèmia de COVID-19 | Torneig suspès a causa de la pandèmia de COVID-19 | Torneig suspès a causa de la pandèmia de COVID-19 |
| 2020        | Torneig suspès a causa de la pandèmia de COVID-19 | Torneig suspès a causa de la pandèmia de COVID-19 | Torneig suspès a causa de la pandèmia de COVID-19 |
| Circuit ITF |                                                   |                                                   |                                                   |
| 2019        | Lizette Cabrera                                   | Leylah Annie Fernandez                            | 6−1, 6−4                                          |
| 2018        | Julia Glushko                                     | Arina Rodiónova                                   | 6−4, 6−3                                          |
| 2017        | Cristiana Ferrando                                | Katherine Sebov                                   | 6−2, 6−3                                          |
| 2016        | Jennifer Brady                                    | Olga Govortsova                                   | 7−5, 6−2                                          |
| 2015        | Johanna Konta                                     | Stéphanie Foretz                                  | 6−2, 6−4                                          |
| 2014        | Miharu Imanishi                                   | Stéphanie Foretz                                  | 6−4, 6−4                                          |
| 2013        | Risa Ozaki                                        | Samantha Murray                                   | 0−6, 7−5, 6−2                                     |
| 2012        | Eugenie Bouchard                                  | Stéphanie Dubois                                  | 6−2, 5−2, retirada                                |
| 2011        | Stéphanie Dubois                                  | Zhang Ling                                        | 6−2, 2−6, 6−1                                     |

### Dobles femenins
| Any         | Campiones                                         | Finalistes                                        | Resultat                                          |
| ----------- | ------------------------------------------------- | ------------------------------------------------- | ------------------------------------------------- |
| WTA 250     |                                                   |                                                   |                                                   |
| 2022        | Alicia Barnett Olivia Nicholls                    | Harriet Dart Rosalie van der Hoek                 | 5−7, 6−3, [10−1]                                  |
| 2021        | Torneig suspès a causa de la pandèmia de COVID-19 | Torneig suspès a causa de la pandèmia de COVID-19 | Torneig suspès a causa de la pandèmia de COVID-19 |
| 2020        | Torneig suspès a causa de la pandèmia de COVID-19 | Torneig suspès a causa de la pandèmia de COVID-19 | Torneig suspès a causa de la pandèmia de COVID-19 |
| Circuit ITF |                                                   |                                                   |                                                   |
| 2019        | Haruka Kaji Junri Namigata                        | Quinn Gleason Ingrid Neel                         | 7−6(5), 5−7, [10−8]                               |
| 2018        | Ellen Perez Arina Rodiónova                       | Erika Sema Aiko Yoshitomi                         | 7−5, 6−4                                          |
| 2017        | Ellen Perez Carol Zhao                            | Alexa Guarachi Olivia Tjandramulia                | 6−2, 6−2                                          |
| 2016        | Jamie Loeb An-Sophie Mestach                      | Julia Glushko Olga Govortsova                     | 6−4, 6−4                                          |
| 2015        | Jessica Moore Storm Sanders                       | Laura Robson Erin Routliffe                       | 7−5, 6−2                                          |
| 2014        | Hiroko Kuwata Riko Sawayanagi                     | Erin Routliffe Carol Zhao                         | Renúncia                                          |
| 2013        | Lena Litvak Carol Zhao                            | Julie Coin Emily Webley-Smith                     | 7−5, 6−4                                          |
| 2012        | Sharon Fichman Marie-Ève Pelletier                | Shuko Aoyama Miki Miyamura                        | 4−6, 7−5, [10−4]                                  |
| 2011        | Sharon Fichman Sun Shengnan                       | Viktoryia Kisialeva Nathália Rossi                | 6−4, 6−2                                          |